# Spoorlijn Osterfeld - Sterkrade
De spoorlijn Osterfeld - Sterkrade was een Duitse spoorlijn en was als spoorlijn 18 onder beheer van DB Netze.

## Geschiedenis
Het traject werd door de Königlich-Westfälische Eisenbahn-Gesellschaft geopend op 15 maart 1880 als onderdeel van de doorgaande verbinding tussen Welver en Sterkrade. Na de nationalisering van de Duitse spoorwegen is de lijn reeds op 15 oktober 1884 gesloten.

## Aansluitingen
In de volgende plaatsen is of was er een aansluiting op de volgende spoorlijnen:
Osterfeld
DB 2206, spoorlijn tussen Wanne-Eickel en Duisburg-Ruhrort
DB 2246, spoorlijn tussen de aansluiting Hugo en Oberhausen-Osterfeld Süd
Sterkrade
DB 2270, spoorlijn tussen Oberhausen en Emmerich